# 1940 год
1940 (ты́сяча девятьсо́т сороково́й) год  по григорианскому календарю — високосный год, начинающийся в понедельник. Это 1940 год нашей эры, 10‑й год 4‑го десятилетия XX века 2‑го тысячелетия, 1‑й год 1940‑х годов. Он закончился 85 лет назад.
| Пн | Вт | Ср | Чт | Пт | Сб | Вс |
| 1  | 2  | 3  | 4  | 5  | 6  | 7  |
| 8  | 9  | 10 | 11 | 12 | 13 | 14 |
| 15 | 16 | 17 | 18 | 19 | 20 | 21 |
| 22 | 23 | 24 | 25 | 26 | 27 | 28 |
| 29 | 30 | 31 |    |    |    |    |

| Пн | Вт | Ср | Чт | Пт | Сб | Вс |
|    |    |    | 1  | 2  | 3  | 4  |
| 5  | 6  | 7  | 8  | 9  | 10 | 11 |
| 12 | 13 | 14 | 15 | 16 | 17 | 18 |
| 19 | 20 | 21 | 22 | 23 | 24 | 25 |
| 26 | 27 | 28 | 29 |    |    |    |

| Пн | Вт | Ср | Чт | Пт | Сб | Вс |
|    |    |    |    | 1  | 2  | 3  |
| 4  | 5  | 6  | 7  | 8  | 9  | 10 |
| 11 | 12 | 13 | 14 | 15 | 16 | 17 |
| 18 | 19 | 20 | 21 | 22 | 23 | 24 |
| 25 | 26 | 27 | 28 | 29 | 30 | 31 |

| Пн | Вт | Ср | Чт | Пт | Сб | Вс |
| 1  | 2  | 3  | 4  | 5  | 6  | 7  |
| 8  | 9  | 10 | 11 | 12 | 13 | 14 |
| 15 | 16 | 17 | 18 | 19 | 20 | 21 |
| 22 | 23 | 24 | 25 | 26 | 27 | 28 |
| 29 | 30 |    |    |    |    |    |

| Пн | Вт | Ср | Чт | Пт | Сб | Вс |
|    |    | 1  | 2  | 3  | 4  | 5  |
| 6  | 7  | 8  | 9  | 10 | 11 | 12 |
| 13 | 14 | 15 | 16 | 17 | 18 | 19 |
| 20 | 21 | 22 | 23 | 24 | 25 | 26 |
| 27 | 28 | 29 | 30 | 31 |    |    |

| Пн | Вт | Ср | Чт | Пт | Сб | Вс |
|    |    |    |    |    | 1  | 2  |
| 3  | 4  | 5  | 6  | 7  | 8  | 9  |
| 10 | 11 | 12 | 13 | 14 | 15 | 16 |
| 17 | 18 | 19 | 20 | 21 | 22 | 23 |
| 24 | 25 | 26 | 27 | 28 | 29 | 30 |

| Пн | Вт | Ср | Чт | Пт | Сб | Вс |
| 1  | 2  | 3  | 4  | 5  | 6  | 7  |
| 8  | 9  | 10 | 11 | 12 | 13 | 14 |
| 15 | 16 | 17 | 18 | 19 | 20 | 21 |
| 22 | 23 | 24 | 25 | 26 | 27 | 28 |
| 29 | 30 | 31 |    |    |    |    |

| Пн | Вт | Ср | Чт | Пт | Сб | Вс |
|    |    |    | 1  | 2  | 3  | 4  |
| 5  | 6  | 7  | 8  | 9  | 10 | 11 |
| 12 | 13 | 14 | 15 | 16 | 17 | 18 |
| 19 | 20 | 21 | 22 | 23 | 24 | 25 |
| 26 | 27 | 28 | 29 | 30 | 31 |    |

| Пн | Вт | Ср | Чт | Пт | Сб | Вс |
|    |    |    |    |    |    | 1  |
| 2  | 3  | 4  | 5  | 6  | 7  | 8  |
| 9  | 10 | 11 | 12 | 13 | 14 | 15 |
| 16 | 17 | 18 | 19 | 20 | 21 | 22 |
| 23 | 24 | 25 | 26 | 27 | 28 | 29 |
| 30 |    |    |    |    |    |    |

| Пн | Вт | Ср | Чт | Пт | Сб | Вс |
|    | 1  | 2  | 3  | 4  | 5  | 6  |
| 7  | 8  | 9  | 10 | 11 | 12 | 13 |
| 14 | 15 | 16 | 17 | 18 | 19 | 20 |
| 21 | 22 | 23 | 24 | 25 | 26 | 27 |
| 28 | 29 | 30 | 31 |    |    |    |

| Пн | Вт | Ср | Чт | Пт | Сб | Вс |
|    |    |    |    | 1  | 2  | 3  |
| 4  | 5  | 6  | 7  | 8  | 9  | 10 |
| 11 | 12 | 13 | 14 | 15 | 16 | 17 |
| 18 | 19 | 20 | 21 | 22 | 23 | 24 |
| 25 | 26 | 27 | 28 | 29 | 30 |    |

| Пн | Вт | Ср | Чт | Пт | Сб | Вс |
|    |    |    |    |    |    | 1  |
| 2  | 3  | 4  | 5  | 6  | 7  | 8  |
| 9  | 10 | 11 | 12 | 13 | 14 | 15 |
| 16 | 17 | 18 | 19 | 20 | 21 | 22 |
| 23 | 24 | 25 | 26 | 27 | 28 | 29 |
| 30 | 31 |    |    |    |    |    |

## События
Подробнее см. также: Категория:1940 год
Продолжается Вторая мировая война.

### Январь
- 1 января
  - СССР отозвал своего консула в Италии из-за антисоветских демонстраций в Риме.
  - В Азербайджанской ССР азербайджанская письменность переведена с латинизированного на русский алфавит[1].
- 2 января — Советско-финская война: РККА начинает генеральное наступление на Карельском перешейке против финских войск.
- 3 января
  - В Праге нацисты проводят массовые аресты независимых журналистов и бывших офицеров чешской армии.
  - Советско-финская война: Финские самолёты сбрасывают более 3 миллионов агитационных листовок над Ленинградом.
- 4 января
  - В Германии Герман Геринг устанавливает полный контроль над военной промышленностью страны.
  - В Токио советскому полпреду передан чек с последним взносом Японии за покупку Китайской восточной железной дороги.
- 5 января — Советско-финская война: советская 18-я дивизия к северу от Ладожского озера окружена финскими войсками.
- 7 января — Советско-финская война: командующим советскими войсками на финском фронте назначен С. К. Тимошенко.
- 9 января — в детском доме в селе Подосиновец (Архангельская область) произошёл пожар, погибли 43 воспитанника[2]
- 11 января — в СССР установлены почётные звания „Заслуженный учитель РСФСР“ и „Заслуженный врач РСФСР“.
- 15 января — советские военно-воздушные силы проводят массовые бомбардировки финских позиций под Суммой.
- 17 января — Советско-финская война: советские войска терпят поражение под Саллой и отступают на 19 км.
- 19 января — Советско-финская война: советские войска успешно отражают финские атаки под Саллой.
- 20 января — в Лондоне Уинстон Черчилль приглашает ряд стран Европы вступить в антигитлеровскую коалицию и осуждает СССР за вторжение в Финляндию.
- 21 января — в Ватикане папа Римский осуждает оккупацию Германией Польши.
- 22 января — Советско-финская война: Финляндия объявляет о создании добровольного иностранного легиона для помощи в войне против СССР.
- 25 января — канадский парламент распущен из-за несогласия по вопросу приготовления к войне.
- 26 января — в Польше нацисты запрещают евреям пользоваться железнодорожным транспортом.
- 29 января — правительство Польши в изгнании объявляет, что нацисты уничтожили более 18 тысяч польских граждан.

### Февраль
- 1 февраля
  - Советско-финская война: Финляндия объявляет, что СССР потерял более 200 тысяч солдат в ходе войны.
  - Глава коммунистической партии Китая Мао Цзэдун просит у США помощи в борьбе против Японии.
  - В СССР учреждены Сталинские премии по литературе.
- 4 февраля — Советско-финская война: советская авиация проводит массированную бомбардировку Хельсинки.
- 10 февраля
  - В Советском Союзе образован город Ишимбай.
  - Президент США Франклин Рузвельт осуждает СССР за агрессию против Финляндии.
  - В США на экраны вышел первый выпуск мультфильма «Том и Джерри».
- 11 февраля
  - Советско-финская война: РККА прорывает линию Маннергейма в районе г. Сумма.
  - В Москве подписано хозяйственное соглашение между СССР и Германией[англ.].
- 14 февраля
  - Британские граждане получают разрешение официально записываться в Финский Иностранный легион.
  - Ирландские боевики взрывают пять бомб на улицах английского Бирмингема.
  - Британское правительство объявляет, что все британские торговые суда, плавающие в Северном море, будут вооружаться.
- 15 февраля
  - Германия объявляет, что все британские торговые суда будут рассматриваться как вражеские военные корабли.
  - Советско-финская война: РККА берёт город Сумма; финские войска вынуждены отступить за вторую оборонительную линию Маннергейма.
- 17 февраля
  - Советско-финская война: Войска СССР берут под контроль почти всю линию Маннергейма.
  - Правительство Швеции отклоняет просьбу Финляндии о военной помощи.
- 18 февраля — правительство Франции объявляет о формировании новых военно-воздушных сил Польши на своей территории.
- 19 февраля — король Швеции Густав V подтверждает своё согласие с решением риксдага не предоставлять военную помощь Финляндии.
- 20 февраля — правительство СССР предлагает Финляндии провести новые мирные переговоры.
- 23 февраля — Советско-финская война: Финляндия направляет повторную просьбу к Швеции и Норвегии, прося их позволить пропускать через свои территории иностранные войска.
- 24 февраля 
  - Правительство Бенито Муссолини подписывает торговый договор с Германией.
- 24—25 февраля — в Копенгагене проводится встреча министров иностранных дел стран Скандинавии, обсуждается положение в регионе, подтверждается полный нейтралитет этих стран.
- 27 февраля
  - Советско-финская война: Швеция и Норвегия отвергают просьбу Финляндии пропустить через свои территории иностранных солдат.
  - Первые британские волонтёры отправляются на помощь финской армии.
  - Закончена установка пограничных знаков на всём протяжении 1500-километровой новой советско-германской границы
- 28 февраля — министр народного просвещения и пропаганды Германии Й. Геббельс не рекомендует Швеции оказывать помощь Финляндии.

### Март
- 5 марта — решение Политбюро ЦК ВКП(б) о расстреле польских граждан, интернированных в СССР.
- 12 марта — Советско-финская война: заключён мирный договор между СССР и Финляндией, завершение войны.
- 14 марта — премьер-министр Австралии Роберт Мензис сформировал коалиционное правительство Партии единой Австралии и Аграрной партии[3].
- 16 марта — сотрудник военной разведки Франции лейтенант Жак Аллье вывез из Норвегии в Париж большую часть мирового запаса тяжёлой воды[4].
- 18 марта — встреча Адольфа Гитлера и Бенито Муссолини на пограничном перевале Бреннер в Альпах. По итогам переговоров Муссолини даёт согласие на вступление Италии в активные военные действия по мере разгрома Франции.
- 19 марта — французское правительство объявило полпреда СССР во Франции Якова Сурица персоной нон грата.
- 30 марта — бывший член Гоминьдана и министр иностранных дел Китая Ван Цзинвэй объявляет о создании марионеточного правительства Китайской Республики в Нанкине.

### Апрель
- 3 апреля — под предлогом военных манёвров в Северном море из устья Везера выходят немецкие корабли, начало подготовки операции по захвату Дании и Норвегии вермахтом.
- 9 апреля — нападение немецких войск на Данию, начало немецкой оккупации Дании.
- 10 апреля — королевские ВМФ Великобритании атакуют немецкий флот в Уфут-фьорде. Под Бергеном две эскадрильи палубных пикирующих бомбардировщиков «Blackburn Skua» топят немецкий крейсер «Königsberg».
- 12 апреля — оккупация Великобританией Фарерских островов после немецкого вторжения в Данию. Эти действия рассматривались как мера предотвращения возможного германского нападения на острова и с целью повлиять на ход войны на море в битве за Атлантику.
- 14 апреля — высадка британских войск в Намсусе и Харстаде (Норвегия).
- 15 апреля — в результате крушения воинского состава в Воронежской области погибли 25 человек[5].
- 24 апреля — высадка немецких войск в Норвегии, начало немецкой оккупации Норвегии.
- 27 апреля — «чёрный день» советской авиации — две катастрофы с жертвами: разбились лётчики-испытатели Юлиан Пионтковский на И-26 и известный полярный лётчик Герой Советского Союза Павел Головин с экипажем – при испытании первого серийного скоростного пикирующего бомбардировщика Поликарпова[6].

### Май

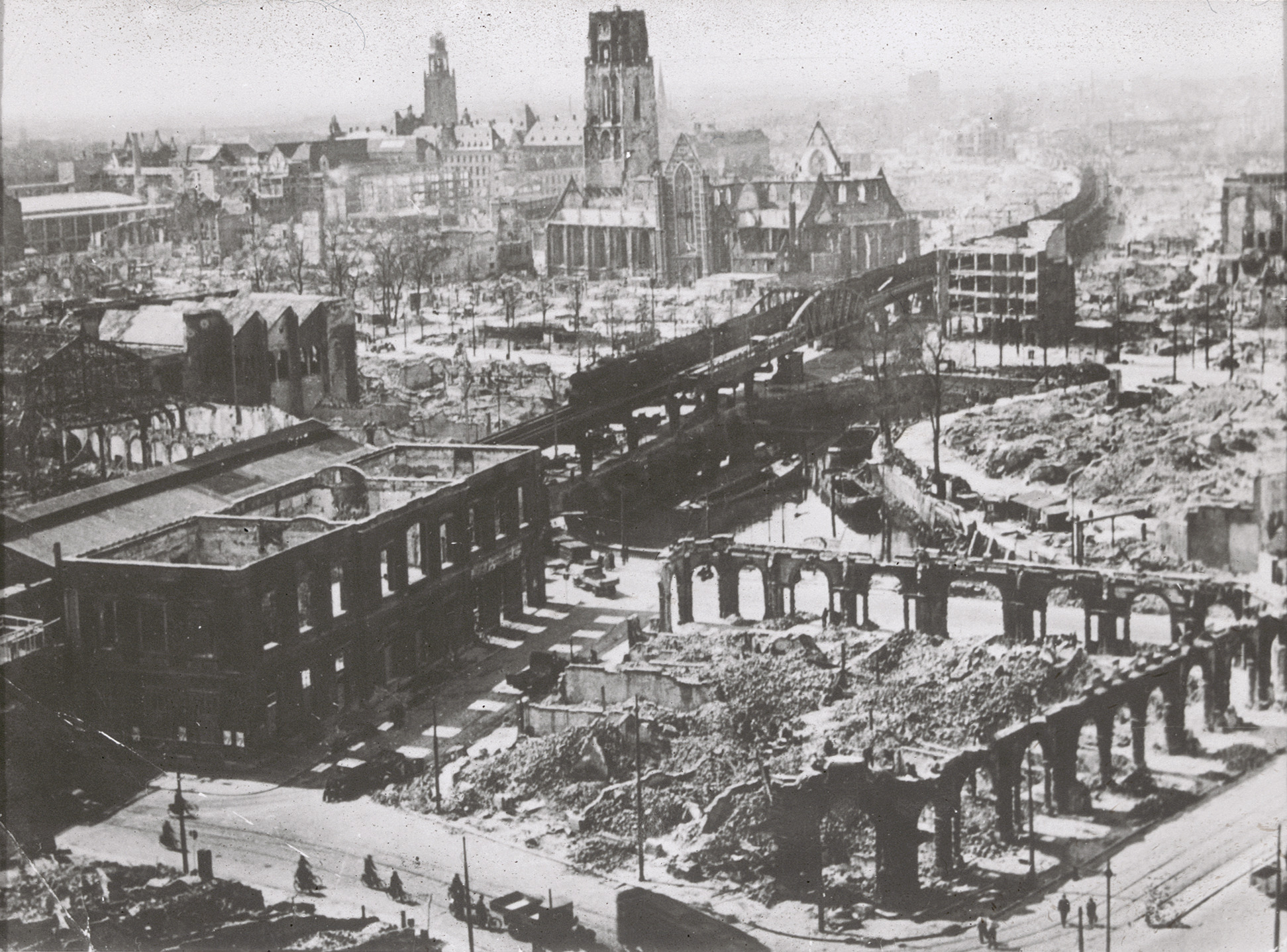
Бомбардировка Роттердама

- 2 мая — Летние Олимпийские игры 1940 года, первоначально планировавшиеся в японском Токио и затем перенесённые в финский Хельсинки, отменены по решению президента МОК Анри де Байе-Латура из-за обстоятельств и ограничений по военному положению, ранее введённых в ряде стран мира в связи с продолжающейся Второй мировой войной.
- 6 мая — в Азербайджанской ССР открыт Самур-Дивичинский канал им. И. В. Сталина[1].
- 7 мая — указом Президиума Верховного Совета СССР для высшего командного состава Красной Армии и Военно-Морского Флота СССР были установлены генеральские и адмиральские звания.
- 10 мая
  - Немецкие войска вторглись в Голландию. Началась «Битва за Францию».
  - Невилл Чемберлен подал в отставку. Новым премьер-министром Великобритании стал Уинстон Черчилль.
- 14 мая — Бомбардировка Роттердама. Голландия подписала акт о капитуляции.
- 15 мая
  - Немецкие войска вошли в Амстердам и в северную Францию.
  - В Свердловске в здании штаба Уральского военного округа произошёл взрыв, погибло около 60 человек и было ранено около 150[7].
- 20 мая
  - Немецкие войска вышли к Ла-Маншу.
  - Немецкие войска заняли Амьен[8].
  - Закончена постройка концлагеря Аушвиц-Биркенау (Освенцим).
- 22 мая — в СССР учреждена золотая медаль «Серп и Молот», вручавшаяся Героям Социалистического Труда[9].
- 24 мая — диверсионная группа под руководством агента НКВД Иосифа Григулевича совершает в Мексике неудачное покушение на Льва Троцкого.
- 26 мая — началась эвакуация британских и французских войск из Дюнкерка.
- 27 мая — массовое убийство британских военнопленных во французском Ле-Паради.
- 28 мая — король Бельгии Леопольд III подписал акт о капитуляции Бельгии[10].

### Июнь
- 4 июня
  - Завершилась эвакуация британских войск из Дюнкерка. За 10 дней эвакуированы более 200 тысяч британских и 100 тысяч французских солдат.
  - Уинстон Черчилль в программной речи в парламенте, в частности, заявил: «Мы будем сражаться до конца. Мы будем сражаться на побережье… в полях и на улицах городов… Мы никогда не сдадимся».
- 10 июня
  - Италия объявила войну Франции.
  - Канада объявила войну Италии.
  - В Москве подписана «Конвенция о порядке урегулирования пограничных конфликтов и инцидентов СССР и Германии».
- 11 июня — Новая Зеландия, Австралия и Южно-Африканский Союз объявили войну Италии.
- 14 июня
  - Немецкие войска вошли в Париж, который объявлен «свободным городом».
  - Нота СССР правительству Литвы с требованием соблюдения условий Договора о взаимопомощи от 10 октября 1939 года[11].
- 15 июня
  - Дополнительные контингенты советских войск вошли в Литву[11] (см. Присоединение Прибалтики к СССР (1939—1940)).
  - Нападение отряда НКВД СССР на латвийскую пограничную заставу в Масленках.
  - Президент США Ф. Рузвельт издал секретный приказ о создании атомного оружия.
- 16 июня
  - Во Франции пало правительство П. Рейно; сформировано новое правительство А. Ф. Петена, сразу же взявшее курс на подписание перемирия с немцами.
  - Нота СССР правительству Латвии с требованием соблюдения условий Пакта от 5 октября 1939 года[12].
- 17 июня
  - Дополнительные контингенты советских войск вошли в Латвию[12] и Эстонию.
  - В Литве сформировано Народное правительство во главе с Юстасом Палецкисом[11].
- 18 июня
  - У. Черчилль произнёс в парламенте речь о начале Битвы за Британию.
  - Генерал Де Голль в речи по радио из Лондона призвал французов продолжать борьбу с Германией: «Франция проиграла битву, но не проиграла войну».
- 20 июня — в Латвии сформировано Народное правительство во главе с профессором Августом Кирхенштейном[12].
- 22 июня — французское правительство в Виши подписало перемирие с Германией в том же месте в Компьенском лесу, где в 1918 году был подписан акт о поражении Германии[13].
- 23 июня — А. Гитлер совершил ознакомительную поездку в Париж.
- 24 июня — в хорватском Загребе вышел в свет первый номер газеты «Politički vjesnik» (ныне — «Vjesnik»), которая в годы Второй мировой войны служила основным источником информации о действиях югославских партизан.
- 26 июня
  - Указ Президиума Верховного Совета СССР о переходе с 7-часового на 8-часовой рабочий день.
  - Нота правительства СССР с требованием к Румынии возвратить Бессарабию[14].
  - Окончательный возврат традиционного календаря (бывшего до 1 октября 1929 года) в СССР.
- 28 июня
  - Пограничники НКВД захватили мосты через Днестр, а танки и пехота Красной армии вошли на территорию Бессарабии. День освобождения Бессарабии[15].
  - В Литве легализованы профсоюзы[16].
  - США приняли закон о национальной обороне.
  - Отправлен в отставку премьер-министр Египта Али Махир, не сумевший решить вопрос об итальянских подданных в Египте после вступления Италии в войну. Его сменил Хасан Сабри-паша, сформировавший коалиционный кабинет[17][18].

### Июль
- 3 июля — силы британского ВМФ напали на французскую эскадру в порту Мерс-эль-Кебир (операция «Катапульта»).
- 7 июля — на всеобщих выборах в Мексике президентом избран Мануэль Авила (вступил в должность 1 декабря).
- 9 июля — морской бой у побережья Калабрии между флотами Великобритании и Италии.
- 10 июля— первые крупные столкновения люфтваффе и ВВС Великобритании над Ла-Маншем. Начало Битвы за Британию.
- 14 июля — начались двухдневные выборы в Народный сейм Латвии[12].
- 15 июля — начались двухдневные выборы в Народный сейм Литвы. На них 99 % голосов получает Союз трудового народа во главе с Коммунистической партией Литвы[11].
- 19 июля — А. Гитлер произнёс в рейхстаге речь с предложением мира с Великобританией.
- 21 июля
  - Народный сейм Латвии принял декларацию о восстановлении в стране советской власти и обратился в Верховный Совет СССР с просьбой о принятии Латвии в состав СССР. На следующий день национализированы все крупные предприятия, земля и частные банки[12].
  - Народный сейм Литвы принял Декларацию о государственном строе, восстанавливающую советскую власть. Затем приняты Декларации о вхождении Литвы в состав СССР, о национализации земли, банков и крупной промышленности[11].
  - Нацистское командование Германии начало разработку плана «Барбаросса».
- 22 июля — министр иностранных дел Великобритании виконт Галифакс в своём выступлении по радио отклоняет предложение о мире с Германией.

### Август
- 1 августа — герцог Виндзорский, бывший король Великобритании Эдуард VIII и его жена герцогиня Виндзорская, известные своими симпатиями к нацистской Германии, отправлены на военном судне из Лиссабона на Багамские Острова[19].
- 2 августа — Верховный Совет СССР принял закон об образовании Молдавской ССР и включении в состав УССР Северной Буковины и трёх уездов Бессарабии на Черноморском побережье[14].
- 3 августа — Верховный Совет СССР принял Литву в состав СССР[11].
- 5 августа — Верховный Совет СССР принял Латвию в состав СССР[12].
- 6 августа — Верховный Совет СССР принял Эстонию в состав СССР.
- 12 августа — люфтваффе начинает налёты на базы британских ВВС. Начало второй фазы Битвы за Британию.
- 14 августа — ЦК ВКП(б) преобразовал Молдавскую областную партийную организацию в Коммунистическую партию (большевиков) Молдавии[20].
- 15 августа
  - Указами Президиума Верховного Совета Союза ССР в Молдавии восстановлено действие советских законов о национализации земли, банков, железных дорог, водного транспорта, средств связи и предприятий, ликвидировано поместное землевладение[14].
  - Пленум ЦК Коммунистической партии Литвы избрал 1-м секретарём партии Антанаса Снечкуса[21].
- 20 августа 
  - Советский агент Рамон Меркадер совершает покушение на Льва Троцкого. На следующий день, 21 августа, Троцкий скончался.
  - В СССР арестован известный учёный-биолог, академик Николай Вавилов.
- 21 августа — ЦК ВКП(б) и СНК СССР приняли постановление «О мероприятиях по Бессарабии и Северной Буковине»[20].
- 25 августа
  - 2-я сессия Народного сейма Латвии приняла Конституцию Латвийской ССР[20].
  - Чрезвычайная сессия Народного сейма Литвы приняла Конституцию Литовской ССР[11].
- 26 августа — сформирован --Совнарком Латвийской ССР во главе с писателем Вилисом Лацисом[12].
- 30 августа — передача Румынией Венгрии северной части Трансильвании по итогам второго Венского арбитража.

### Сентябрь
- 2 сентября — между США и Великобританией заключено соглашение о сдаче США в аренду восьми баз на территории владений Великобритании в Западном полушарии в обмен на эскадренные миноносцы.
- 6 сентября — смещён с поста король Румынии Кароль II, новым королём провозглашён его сын Михай I.
- 7 сентября
  - Люфтваффе прекратило атаки на британские авиабазы и начало налёты на города. Начало заключительной фазы Битвы за Британию.
  - Немецкая авиация начала массированные ночные бомбардировки Лондона. Налёты продолжались 57 ночей подряд.
  - В авиакатастрофе погиб президент Парагвая Х. Ф. Эстигаррибия.
- 10 сентября — замаскированный под советский сухогруз «Дежнёв» немецкий рейдер «Комет», пройдя с помощью советских ледоколов по Северному морскому пути, вышел в Тихий океан.
- 13 сентября
  - Североафриканская кампания: начались военные действия между британскими и итальянскими войсками в Северной Африке.
  - Таиланд предъявил новому правительству Франции во главе с Ф. Петеном требование вернуть западные провинции Лаоса и Камбоджи, входившие в состав Сиама в XIX веке[22] как повод к Франко-тайской войне.
- 14 сентября — Ипская резня: в деревне Ип венгерские военные при поддержке организации Nemzetőrség убили 158 мирных жителей-румын.
- 16 сентября — в США принят закон о всеобщей воинской повинности.
- 17 сентября — А. Гитлер отложил на неопределённый срок операцию по высадке в Британии.
- 22 сентября — Япония и французские колониальные власти в Ханое подписали соглашение о размещении японских войск в Северном Индокитае.
- 23−25 сентября — Сенегальская операция, неудачная совместная операция Великобритании и «Сражающейся Франции» де Голля по высадке и захвату Дакара (Сенегал).
- 27 сентября — в Берлине подписан Тройственный пакт о военно-экономическом союзе Германии, Италии и Японии.
- 29 сентября — авиационное столкновение над Броклсби (Австралия).

### Октябрь
- 8 октября — Коммунистическая партия Латвии принята в состав ВКП(б) как одна из её организаций[23]. В тот же день в состав ВКП(б) принята Коммунистическая партия Литвы[24].
- 11 октября — СССР и Финляндия подписали соглашение об Аландских островах, по которому Финляндия обязалась «демилитаризовать Аландские острова, не укреплять их и не предоставлять их для вооружённых сил других государств». Соглашение вступило в силу 21 октября 1940 года[25].
- 15 октября
  - На экраны кинотеатров США вышел фильм Чарли Чаплина «Великий диктатор»[26].
  - В Барселоне франкистскими властями Испании расстрелян бывший президент автономного правительства Каталонии Луис Компанис.
  - Французское правительство в Виши отклонило ультиматум Таиланда от 13 сентября о возвращении ему западных провинций Французского Индокитая[22].
- 28 октября — Италия объявила войну Греции[27].
- В середине октября США ввели эмбарго, которое резко ограничило поставки металлолома и авиационного топлива из США в Японию.[источник не указан 857 дней]

### Ноябрь
- 5 ноября — президентские выборы в США. Победил действующий президент Франклин Рузвельт.
- 7 ноября — обрушение висячего Такомского моста, США.
- 10 ноября — В Румынии Карпатское землетрясение силой 7,4 баллов по шкале Рихтера. Погибло около 1000 человек, 4000 — ранено, 500 остались без крова.
- 11 ноября — авианалёт на итальянскую военно-морскую базу в Таранто с английского авианосца «Илластриес».
- 14 ноября
  - Немецкая авиация совершила массовый ночной налёт на британский город Ковентри. Городу был нанесён тяжёлый урон.
  - Греческая армия остановила итальянское наступление и перешла в контрнаступление[27].
- 21 ноября — к военно-экономическому союзу Германии, Италии и Японии присоединились Венгрия, Румыния и Словакия.
- 21 ноября — греческие войска, развивая наступление, вступили на территорию Албании, оккупированной Италией[27].
- 30 ноября — армия Таиланда без объявления войны вторглась во Французский Индокитай[22].

### Декабрь
- 7—11 декабря — в результате рейда генерала Р. О’Коннора окружены и разгромлены значительные силы итальянцев в Египте (захвачено 40 000 пленных, 400 орудий и 50 танков, в то время как потери британцев составили всего 133 убитых, 387 раненых и 8 пропавших без вести).
- 9 декабря — британцы захватывают итальянские позиции в районе «укреплённых лагерей» Нибейва (итальянцы потеряли 4000 человек, потери британцев исчислялись десятками).
- 10 декабря — в ходе операции «Компас» британцы захватывают город Сиди-Баррани.
- 14 декабря — Г. Сиборг и Э. Макмиллан в Калифорнийском университете впервые синтезировали плутоний.
- 18 декабря — А. Гитлер подписал директиву номер 21 (план «Барбаросса»).
- 23 декабря — премьер-министр Великобритании Уинстон Черчилль в своём радиообращении на BBC к итальянскому народу обвинил Бенито Муссолини в доведении отношений до состояния войны против британцев вопреки исторической дружбе с Италией: «Я не отрицаю того, что он великий человек, но никто также не сможет отрицать и того факта, что после восемнадцати лет необузданной власти он привёл хранителей традиций и наследников Древнего Рима на сторону свирепых языческих варваров»[28].
- 29 декабря — президент США Ф. Рузвельт в своей серии «Бесед у камина» заявляет, что Соединенные Штаты должны противостоять военным угрозам со стороны Берлина и Токио и оказывать всевозможную помощь странам, находящихся под натиском военной агрессии и оккупации.

### Без точных дат
- В связи с войной в Европе штаб квартира МОТ временно переносится в Монреаль, Канада.
- В СССР начато производство первого автомобиля для широких масс населения КИМ-10.
- В США, в городе Сан-Бернардино (Калифорния), открыт первый ресторан быстрого питания «McDonalds».
- Во время германской оккупации Польши учреждён орден "Мазепинский Крест" для награждения украинских частей Галицкой армии (см. 26 марта 2009 год)[29].

## Персоны года
Человек года по версии журнала Time — Уинстон Черчилль, премьер-министр Великобритании.

## Родились
См. также: Категория:Родившиеся в 1940 году

### Январь
- 4 января
  - Брайан Дэвид Джозефсон, британский физик, лауреат Нобелевской премии по физике 1973 года.
  - Гао Синцзянь, проживающий в Париже китайский прозаик, новеллист, драматург, критик, переводчик, художник. Лауреат Нобелевской премии по литературе 2000 года.
- 17 января — Табаре Васкес, президент Уругвая с 2015 года. (ум. в 2020)
- 22 января — Джон Хёрт, британский киноактёр (ум. в 2017).
- 28 января — Карлос Слим Элу, известный мексиканский бизнесмен.

### Февраль
- 9 февраля — Джон Максвелл Кутзее, южноафриканский писатель, критик, лингвист. Первый писатель, дважды удостоившийся Букеровской премии (в 1983 и в 1999 годах), лауреат Нобелевской премии по литературе 2003 года.
- 19 февраля — Сапармурат Ниязов (Туркменбаши), президент Туркмении (ум. в 2006).
- 24 февраля — Денис Лоу, шотландский футболист, один из лучших игроков в истории британского футбола, обладатель «Золотого мяча» (1964) (ум. 2025).

### Март
- 10 марта — Чак Норрис, американский киноактёр и мастер боевых искусств.
- 12 марта
  - Григорий Горин, русский драматург, прозаик, писатель-сатирик, сценарист (ум. в 2000).
  - Эл Джерро, американский джазовый музыкант и певец (ум. в 2017).

### Апрель
- 11 апреля — Томас Харрис, американский писатель прозаик и репортёр. Автор романа «Молчание ягнят».
- 13 апреля — Владимир Косма, французский скрипач, дирижёр и кинокомпозитор.
- 16 апреля — Маргрете II, королева Дании с 1972 года.
- 18 апреля — Джозеф Голдштейн, американский специалист по молекулярной генетике, лауреат Нобелевской премии по медицине и физиологии 1985 года.
- 25 апреля — Михаил Кононов, советский и российский актёр (ум. в 2007).
- 25 апреля — Аль Пачино, американский актёр.

### Май
- 5 мая — Лион Измайлов, российский артист.
- 6 мая — Вячеслав Старшинов, советский хоккеист.
- 9 мая — Джеймс Брукс, американский кинорежиссёр, сценарист и продюсер.
- 15 мая — Светлана Светличная, советская и российская актриса театра и кино.
- 17 мая — Алан Кёртис Кэй, американский учёный в области теории вычислительных систем, один из пионеров в областях объектно-ориентированного программирования и графического интерфейса.
- 20 мая — Стэн Микита, канадский хоккеист (ум. в 2018).
- 24 мая — Иосиф Бродский, русско-американский поэт (ум. в 1996).

### Июнь
- 1 июня — Кип Торн, американский физик и астроном, один из главных мировых экспертов по общей теории относительности, лауреат Нобелевской премии по физике 2017 года.
- 2 июня — Константин II, король Греции в 1964—1973 годах.
- 13 июня — Гойко Митич, сербский и немецкий киноактёр, режиссёр и каскадёр.
- 17 июня — Джордж Акерлоф, американский экономист, лауреат Нобелевской премии по экономике 2001 года.
- 20 июня — Владимир Коренев, советский и российский актёр театра и кино (ум. в 2021).
- 22 июня — Аббас Киаростами, иранский кинорежиссёр, сценарист и продюсер (ум. в 2016).
- 28 июня — Мухаммад Юнус, бангладешский банкир, профессор экономики, лауреат Нобелевской премии мира 2006 года.
- 29 июня — Вячеслав Артёмов, русский композитор.

### Июль
- 6 июля — Нурсултан Назарбаев, президент Казахстана в 1990—2019 годах.
- 7 июля — Ричард Старки (Ринго Старр), рок-музыкант, ударник группы «The Beatles».
- 9 июля — Сева Новгородцев, музыкальный комментатор русской службы Би-Би-Си.
- 17 июля — Александра Назарова, советская и российская актриса (ум. в 2019).
- 20 июля — Давид Тухманов, советский композитор.

### Август
- 3 августа — Мартин Шин, американский актёр.
- 10 августа — Вениамин Смехов, советский и российский актёр.
- 26 августа — Мишель Мичомберо, первый президент Бурунди в 1966—1976 годах (умер в 1983 году).

### Сентябрь
- 5 сентября — Ракель Уэлч, американская актриса и секс-символ 1970-х годов.
- 11 сентября
  - Валерий Лощинин, российский дипломат.
  - Брайан Де Пальма, американский кинорежиссёр, сценарист и кинопродюсер.
- 13 сентября — Оскар Ариас Санчес, Президент Коста-Рики в 1986—1990 и 2006—2010 годах, лауреат Нобелевской премии мира (1987)
- Архиепископ Антоний (Москаленко) (ум. 2025), Архиерей Русской Православной Церкви на покое, бывший Архиепископ Уральский.

### Октябрь
- 6 октября
  - Борис Андреев, советский космонавт и инженер (ум. в 2021).
  - Юозас Будрайтис, литовский актёр театра и кино.
  - Виктор Павлов, советский и российский актёр (ум. в 2006).
- 9 октября — Джон Леннон, рок-музыкант, основатель и участник группы «The Beatles» (ум. 1980).
- 14 октября — Клифф Ричард, британский певец, «королём британских чартов».
- 15 октября — Питер Дохерти, австралийский ветеринар и учёный, лауреат Нобелевской премии по физиологии и медицине 1996 года.
- 19 октября — Майкл Гэмбон, британский киноактёр.
- 23 октября — Эдсон Арантес ду Насименту (Пеле), бразильский футболист.

### Ноябрь
- 5 ноября — Хайме Рольдос Агилера, президент Эквадора в 1979-1981 годах (ум. в 1981).
- 14 ноября — Алексей Хвостенко, русский поэт-авангардист и художник (ум. в 2004).
- 18 ноября — Кабус бен Саид, султан Омана (ум. в 2020).
- 22 ноября
  - Анджей Жулавский, польский кинорежиссёр, сценарист и писатель (ум. в 2016).
  - Терри Гиллиам, американский кинорежиссёр, сценарист, актёр, мультипликатор, художник. Участник известной британской комик-группы Монти Пайтон.
- 27 ноября — Брюс Ли (англ. Bruce Lee), мастер восточных единоборств, американский и гонконгский актёр, режиссёр, постановщик боевых сцен (ум. в 1973).

### Декабрь
- 17 декабря — Светлана Харлап, советская и российская актриса.
- 18 декабря — Роман Громадский, советский и российский актёр театра и кино, народный артист РСФСР, профессор кафедры режиссуры и актёрского мастерства СПбГУП (ум. в 2021).
- 31 декабря — Олег Яковлев, советский космонавт-исследователь и лётчик-испытатель (ум. 1990).

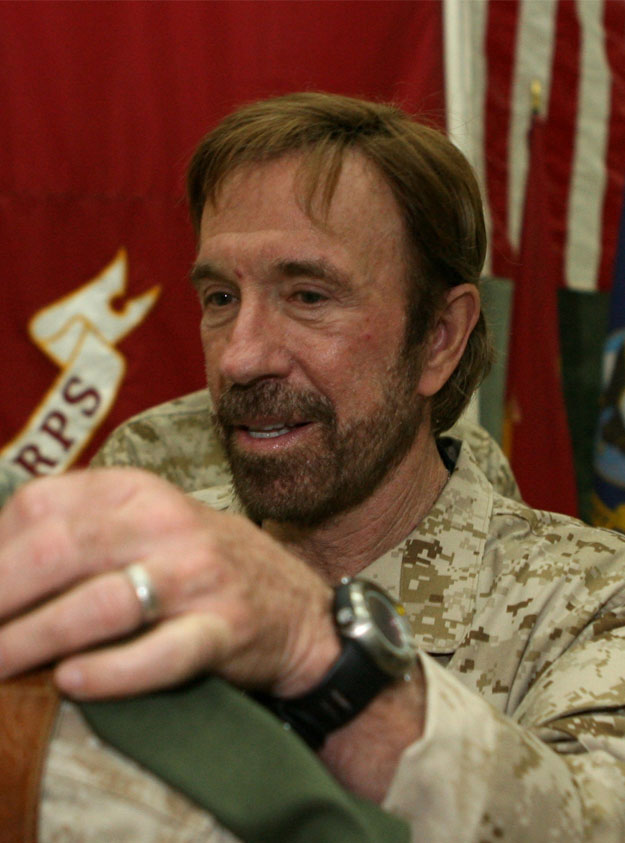
Чак Норрис
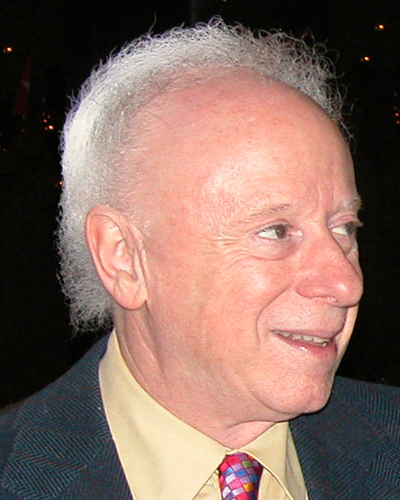
Джозеф Леонард Голдштейн

## Скончались
См. также: Категория:Умершие в 1940 году, Список умерших в 1940 году
- 6 января — Сергей Диковский, советский писатель и журналист (погиб на советско-финском фронте).
- 21 января — Михаил Эрденко, скрипач и композитор, заслуженный деятель искусств РСФСР, основатель цыганской династии Эрденко.
- 27 января — Джузеппе Мотта, бывший президентом Швейцарии в 1915, 1920, 1927, 1932 и 1937 годах.
- 27 января — Исаак Бабель, советский писатель (расстрелян).
- 31 января — Канделария Святого Иосифа, блаженная римско-католической церкви, монахиня, основательница Конгрегации Сестер Кармелиток Матери Канделарии.
- 2 февраля
  - Михаил Кольцов, видный советский журналист (расстрелян).
  - Всеволод Мейерхольд, советский режиссёр (расстрелян).
  - Меер Трилиссер, один из руководителей советских органов государственной безопасности в области внешней разведки (расстрелян).
  - Роберт Эйхе, советский государственный и партийный деятель, революционер (расстрелян).
- 4 февраля
  - Николай Ежов, генеральный комиссар госбезопасности, бывший нарком НКВД (расстрелян).
  - Михаил Фриновский, командарм 1-го ранга, бывший начальник ГУГБ НКВД СССР (расстрелян).
- 10 марта — Михаил Булгаков, русский советский писатель.
- 16 марта — Сельма Лагерлёф, шведская писательница, первая женщина, получившая Нобелевскую премию по литературе (1909).
- 26 марта — Спиридон Луис, греческий легкоатлет, первый олимпийский чемпион в марафонском беге летних Олимпийских игр 1896 года.
- 26 мая — Ханнес Генцен, немецкий лётчик, самый результативный ас начала Второй мировой войны.
- 4 августа
  - Владимир Жаботинский, деятель сионизма и писатель.
  - Дмитрий Философов, русский публицист, критик, общественный и политический деятель.
- 7 августа — Александр Глинка (род. 1878), русский журналист, публицист, критик и историк литературы.
- 18 августа — Уолтер Перси Крайслер, американский автомобилестроитель, промышленник, основатель корпорации Chrysler.
- 21 августа — Лев Троцкий, российский политический деятель, теоретик коммунистического движения (убит).
- 22 августа — Владимир Стржижевский (род. 1894), российский военный лётчик-ас Первой мировой войны, гражданский пилот Королевства Югославии.
- 1 сентября — Грегорио Аглипай, филиппинский политик и церковный реформатор, основатель и глава Независимой Филиппинской церкви и лидер Республиканской партии Филиппин (род. 1860).
- 8 октября — Йозеф Франтишек, чехословацкий лётчик-ас, участник битвы за Британию во Второй мировой войне (род. в 1914).
- 15 октября — Луис (Льюис) Компанис Ховер (Компанис-и-Жовер), президент автономного правительства Каталонии в 1933–1934 и 1936–1939 годах (расстрелян, род. в 1882).
- 31 октября — Роберт Уильям, французский лётчик-ас Второй мировой войны (род. в 1911).

## Нобелевские премии
- Физика — Премия не присуждалась.
- Химия — Премия не присуждалась.
- Медицина и физиология — Премия не присуждалась.
- Литература — Премия не присуждалась.
- Премия мира — Премия не присуждалась.